# Résultats détaillés des championnats d'Europe d'athlétisme en salle 2002
Résultats détaillés des Championnats d'Europe d'athlétisme en salle 2002 à Vienne. 
| Courses : 60 m - 200 m - 400 m - 800 m - 1 500 m - 3 000 m Obstacles : 60 m haies Relais : Relais 4 × 400 m Sauts : Hauteur - Longueur - Triple saut - Perche Lancers : Poids Epreuves combinées : Heptathlon/Pentathlon Légende |

## Résultats

### 60 m
| Rang | Pays        | Athlète            | Temps  |
| ---- | ----------- | ------------------ | ------ |
| 1    | Royaume-Uni | Jason Gardener     | 6 s 49 |
| 2    | Royaume-Uni | Mark Lewis-Francis | 6 s 55 |
| 3    | Ukraine     | Anatoliy Dovhal    | 6 s 62 |
| 4    | Belgique    | Bongelemba Bongelo | 6 s 67 |
| 5    | Italie      | Francesco Scuderi  | 6 s 69 |
| 6    | Suède       | Patrik Lövgren     | 6 s 70 |

| Rang | Pays      | Athlète         | Temps  |
| ---- | --------- | --------------- | ------ |
| 1    | Belgique  | Kim Gevaert     | 7 s 16 |
| 2    | Russie    | Marina Kislova  | 7 s 18 |
| 3    | Grèce     | Georgia Kokloni | 7 s 22 |
| 4    | Autriche  | Karin Mayr      | 7 s 22 |
| 5    | Allemagne | Marion Wagner   | 7 s 23 |
| 6    | Russie    | Larisa Kruglova | 7 s 25 |

### 200 m
| Rang | Pays               | Athlète            | Temps   |
| ---- | ------------------ | ------------------ | ------- |
| 1    | Pologne            | Marcin Urbas       | 20 s 64 |
| 2    | Royaume-Uni        | Christian Malcolm  | 20 s 65 |
| 3    | Pologne            | Robert Mackowiak   | 20 s 77 |
| 4    | Royaume-Uni        | Daniel Caines      | 21 s 14 |
| 5    | République tchèque | Radek Zachoval     | 21 s 15 |
| 6    | Pologne            | Marcin Jedrusinski | 21 s 78 |

| Rang | Pays      | Athlète            | Temps   |
| ---- | --------- | ------------------ | ------- |
| 1    | France    | Muriel Hurtis      | 22 s 52 |
| 2    | Autriche  | Karin Mayr         | 22 s 70 |
| 3    | Allemagne | Gabi Rockmeier     | 23 s 05 |
| 4    | Turquie   | Nora Ivanova-Güner | 23 s 08 |
| 5    | France    | Sylviane Félix     | 23 s 87 |
| 6    | Bulgarie  | Ekaterina Mashova  | 23 s 99 |

### 400 m
| Rang | Pays               | Athlète            | Temps   |
| ---- | ------------------ | ------------------ | ------- |
| 1    | Pologne            | Marek Plawgo       | 45 s 39 |
| 2    | Suède              | Jimisola Laursen   | 45 s 59 |
| 3    | Roumanie           | Ioan Vieru         | 46 s 17 |
| 4    | Pologne            | Piotr Rysiukiewicz | 46 s 32 |
| 5    | République tchèque | Jiří Mužík         | 46 s 36 |
| 6    | France             | Marc Foucan        | 47 s 40 |

| Rang | Pays        | Athlète           | Temps   |
| ---- | ----------- | ----------------- | ------- |
| 1    | Russie      | Natalya Antyukh   | 51 s 65 |
| 2    | Allemagne   | Claudia Marx      | 52 s 15 |
| 3    | Irlande     | Karen Shinkins    | 52 s 17 |
| 4    | Russie      | Natalya Ivanova   | 52 s 23 |
| 5    | Russie      | Yuliya Pechonkina | 52 s 91 |
| 6    | Royaume-Uni | Catherine Murphy  | 52 s 98 |

### 800 m
| Rang | Pays       | Athlète            | Temps         |
| ---- | ---------- | ------------------ | ------------- |
| 1    | Pologne    | Pawel Czapiewski   | 1 min 44 s 78 |
| 2    | Suisse     | André Bucher       | 1 min 44 s 93 |
| 3    | Espagne    | Antonio Reina      | 1 min 45 s 25 |
| 4    | Russie     | Dmitriy Bogdanov   | 1 min 45 s 84 |
| 5    | Russie     | Sergey Kozhevnikov | 1 min 46 s 13 |
| 6    | Luxembourg | David Fiegen       | 1 min 47 s 44 |

| Rang | Pays     | Athlète              | Temps         |
| ---- | -------- | -------------------- | ------------- |
| 1    | Slovénie | Jolanda Ceplak       | 1 min 55 s 82 |
| 2    | Autriche | Stephanie Graf       | 1 min 55 s 85 |
| 3    | France   | Elisabeth Grousselle | 2 min 01 s 46 |
| 4    | Espagne  | Mayte Martínez       | 2 min 01 s 50 |
| 5    | Russie   | Svetlana Cherkasova  | 2 min 02 s 80 |
| 6    | Belgique | Sandra Stals         | 2 min 07 s 33 |

### 1 500 m
| Rang | Pays               | Athlète          | Performance   |
| ---- | ------------------ | ---------------- | ------------- |
| 1    | Portugal           | Rui Silva        | 3 min 49 s 93 |
| 2    | Espagne            | Juan Higuero     | 3 min 50 s 08 |
| 3    | Royaume-Uni        | Michael East     | 3 min 50 s 52 |
| 4    | Croatie            | Branko Zorko     | 3 min 50 s 66 |
| 5    | République tchèque | Michal Šneberger | 3 min 50 s 70 |
| 6    | Irlande            | James Nolan      | 3 min 50 s 84 |

| Rang | Pays        | Athlète             | Temps         |
| ---- | ----------- | ------------------- | ------------- |
| 1    | Russie      | Yekaterina Puzanova | 4 min 06 s 30 |
| 2    | Roumanie    | Elena Iagar         | 4 min 06 s 90 |
| 3    | Biélorussie | Alesya Turova       | 4 min 07 s 69 |
| 4    | Russie      | Yuliya Kosenkova    | 4 min 08 s 63 |
| 5    | Bulgarie    | Daniela Yordanova   | 4 min 10 s 47 |
| 6    | Russie      | Olga Komyagina      | 4 min 11 s 97 |

### 3 000 m
| Rang | Pays        | Athlète             | Temps         |
| ---- | ----------- | ------------------- | ------------- |
| 1    | Espagne     | Alberto García      | 7 min 43 s 89 |
| 2    | Espagne     | Antonio Jiménez     | 7 min 46 s 49 |
| 3    | Espagne     | Jesús España        | 7 min 48 s 08 |
| 4    | Royaume-Uni | John Mayock         | 7 min 48 s 08 |
| 5    | Autriche    | Michael Buchleitner | 7 min 54 s 39 |
| 6    | Belgique    | Mohammed Mourhit    | 7 min 59 s 79 |

| Rang | Pays     | Athlète             | Temps         |
| ---- | -------- | ------------------- | ------------- |
| 1    | Espagne  | Marta Domínguez     | 8 min 53 s 87 |
| 2    | Portugal | Carla Sacramento    | 8 min 53 s 96 |
| 3    | Russie   | Yelena Zadorozhnaya | 8 min 58 s 36 |
| 4    | Autriche | Susanne Pumper      | 8 min 59 s 93 |
| 5    | Russie   | Liliya Volkova      | 9 min 02 s 48 |
| 6    | Roumanie | Cristina Grosu      | 9 min 02 s 99 |

### 60 m haies
| Rang | Pays        | Athlète             | Temps  |
| ---- | ----------- | ------------------- | ------ |
| 1    | Royaume-Uni | Colin Jackson       | 7 s 40 |
| 2    | Autriche    | Elmar Lichtenegger  | 7 s 44 |
| 3    | Lettonie    | Stanislavs Olijars  | 7 s 51 |
| 4    | Allemagne   | Florian Schwarthoff | 7 s 59 |
| 5    | Suède       | Robert Kronberg     | 7 s 67 |
| 6    | Irlande     | Peter Coghlan       | 7 s 67 |

| Rang | Pays      | Athlète               | Temps  |
| ---- | --------- | --------------------- | ------ |
| 1    | Espagne   | Glory Alozie          | 7 s 84 |
| 2    | France    | Linda Ferga           | 7 s 96 |
| 3    | Allemagne | Kirsten Bolm          | 7 s 97 |
| 4    | France    | Patricia Girard       | 7 s 98 |
| 5    | France    | Nicole Ramalalanirina | 8 s 01 |
| 6    | Grèce     | Flóra Redoúmi         | 8 s 02 |

### 4 × 400 m relais
| Rang | Pays     | Athlètes                                                              | Temps         |
| ---- | -------- | --------------------------------------------------------------------- | ------------- |
| 1    | Pologne  | Marek Plawgo Piotr Rysiukiewicz Artur Gąsiewski Robert Maćkowiak      | 3 min 05 s 50 |
| 2    | France   | Marc Foucan Laurent Claudel Loïc Lerouge Stéphane Diagana             | 3 min 06 s 42 |
| 3    | Espagne  | Carlos Meléndez David Canal Salvador Rodríguez Alberto Martínez       | 3 min 06 s 60 |
| 4    | Russie   | Alexander Usov Yevgeniy Lebedev Aleksandr Ladeyshchikov Oleg Mishukov | 3 min 08 s 02 |
| 5    | Autriche | Thomas Scheidl Andreas Rechbauer Klaus Angerer Wolfgang Göschl        | 3 min 13 s 81 |

| Rang | Pays        | Athlètes                                                               | Temps         |
| ---- | ----------- | ---------------------------------------------------------------------- | ------------- |
| 1    | Biélorussie | Katarina Stankevich Irina Chlustova Hanna Kasak Sviatlana Usovich      | 3 min 32 s 24 |
| 2    | Pologne     | Anna Pacholak Aneta Lemiesz Anna Zagórska Grażyna Prokopek             | 3 min 32 s 45 |
| 3    | Italie      | Daniela Reina Patrizia Spuri Carla Barbarino Danielle Perpoli          | 3 min 36 s 49 |
| 4    | Autriche    | Sabine Gasselseder Eva-Maria Schöftner Sabine Mick Brigitte Muhlbacher | 3 min 42 s 24 |

### Saut en hauteur
| Rang | Pays               | Athlète            | Hauteur |
| ---- | ------------------ | ------------------ | ------- |
| 1    | Suède              | Staffan Strand     | 2,34 m  |
| 2    | Suède              | Stefan Holm        | 2,30 m  |
| 3    | Russie             | Yaroslav Rybakov   | 2,30 m  |
| 4    | Ukraine            | Andriy Sokolovskyy | 2,27 m  |
| 5    | France             | Joan Charmant      | 2,24 m  |
| 6    | République tchèque | Tomáš Janků        | 2,24 m  |

| Rang | Pays        | Athlète           | Hauteur |
| ---- | ----------- | ----------------- | ------- |
| 1    | Russie      | Marina Kuptsova   | 2,03 m  |
| 2    | Hongrie     | Dóra Gyõrffy      | 1,95 m  |
| 2    | Suède       | Kajsa Bergqvist   | 1,95 m  |
| 4    | Allemagne   | Kathryn Holinski  | 1,93 m  |
| 5    | Russie      | Yelena Slesarenko | 1,90 m  |
| 5    | Pologne     | Anna Ksok         | 1,90 m  |
| 5    | Royaume-Uni | Susan Jones       | 1,90 m  |
| 8    | Roumanie    | Oana Pantelimon   | 1,90 m  |

### Saut en longueur
| Rang | Pays     | Athlète             | Longueur |
| ---- | -------- | ------------------- | -------- |
| 1    | Espagne  | Raúl Fernández      | 8,22 m   |
| 2    | Espagne  | Yago Lamela         | 8,17 m   |
| 3    | Bulgarie | Petar Datchev       | 8,17 m   |
| 4    | Ukraine  | Oleksiy Lukashevych | 8,11 m   |
| 5    | Russie   | Kirill Sosunov      | 8,02 m   |
| 6    | Ukraine  | Vladimir Zyuskov    | 7,97 m   |

| Rang | Pays    | Athlète          | Longueur |
| ---- | ------- | ---------------- | -------- |
| 1    | Grèce   | Níki Xánthou     | 6,74 m   |
| 2    | Russie  | Olga Rublyova    | 6,74 m   |
| 3    | Russie  | Lyudmila Galkina | 6,68 m   |
| 4    | Russie  | Irina Simagina   | 6,64 m   |
| 5    | Grèce   | Stilianí Pilátou | 6,57 m   |
| 6    | Hongrie | Zita Ajkler      | 6,48 m   |

### Saut à la perche
| Rang | Pays      | Athlète             | Hauteur |
| ---- | --------- | ------------------- | ------- |
| 1    | Allemagne | Tim Lobinger        | 5,75 m  |
| 2    | Suède     | Patrik Kristiansson | 5,75 m  |
| 3    | Allemagne | Lars Börgeling      | 5,75 m  |
| 4    | Pologne   | Adam Kolasa         | 5,70 m  |
| 5    | Belgique  | Thibaut Duval       | 5,70 m  |
| 6    | Russie    | Pavel Gerasimov     | 5,60 m  |

| Rang | Pays               | Athlète            | Hauteur |
| ---- | ------------------ | ------------------ | ------- |
| 1    | Russie             | Svetlana Feofanova | 4,75 m  |
| 2    | Allemagne          | Yvonne Buschbaum   | 4,65 m  |
| 3    | Pologne            | Monika Pyrek       | 4,60 m  |
| 4    | Allemagne          | Annika Becker      | 4,55 m  |
| 5    | Allemagne          | Christine Adams    | 4,50 m  |
| 6    | République tchèque | Pavla Hamáčková    | 4,35 m  |

### Triple saut
| Rang | Pays        | Athlète              | Longueur |
| ---- | ----------- | -------------------- | -------- |
| 1    | Suède       | Christian Olsson     | 17,54 m  |
| 2    | Roumanie    | Marian Oprea         | 17,22 m  |
| 3    | Biélorussie | Aleksandr Glavatskiy | 17,05 m  |
| 4    | Italie      | Fabrizio Donato      | 16,90 m  |
| 5    | Bulgarie    | Rostislav Dimitrov   | 16,79 m  |
| 6    | Russie      | Aleksandr Sergeyev   | 16,56 m  |

| Rang | Pays        | Athlète            | Longueur |
| ---- | ----------- | ------------------ | -------- |
| 1    | Bulgarie    | Tereza Marinova    | 14,81 m  |
| 2    | Royaume-Uni | Ashia Hansen       | 14,71 m  |
| 3    | Russie      | Yelena Oleynikova  | 14,30 m  |
| 4    | Russie      | Nadezhda Bazhenova | 14,20 m  |
| 5    | Roumanie    | Cristina Nicolau   | 14,11 m  |
| 6    | Yougoslavie | Marija Martinović  | 14,00 m  |

### Lancer du poids
| Rang | Pays               | Athlète           | Distance |
| ---- | ------------------ | ----------------- | -------- |
| 1    | Espagne            | Manuel Martínez   | 21,26 m  |
| 2    | Danemark           | Joachim Olsen     | 21,23 m  |
| 3    | Russie             | Pavel Chumachenko | 20,30 m  |
| 4    | Finlande           | Ville Tiisanoja   | 20,19 m  |
| 5    | République tchèque | Petr Stehlík      | 19,86 m  |
| 6    | Biélorussie        | Pavel Lyzhyn      | 19,79 m  |

| Rang | Pays     | Athlète               | Distance |
| ---- | -------- | --------------------- | -------- |
| 1    | Ukraine  | Vita Pavlysh          | 19,76 m  |
| 2    | Italie   | Assunta Legnante      | 18,60 m  |
| 3    | Pays-Bas | Lieja Koeman          | 18,53 m  |
| 4    | Autriche | Valentina Fedjuschina | 18,23 m  |
| 5    | Russie   | Lyudmila Sechko       | 18,14 m  |
| 6    | Roumanie | Elena Hila            | 17,52 m  |

### Heptathlon/Pentathlon
| Rang | Pays               | Athlète             | Points   |
| ---- | ------------------ | ------------------- | -------- |
| 1    | République tchèque | Roman Šebrle        | 6280 pts |
| 2    | République tchèque | Tomáš Dvořák        | 6165 pts |
| 3    | Estonie            | Erki Nool           | 6084 pts |
| 4    | Islande            | Jón Arnar Magnússon | 5996 pts |
| 5    | Hongrie            | Attila Zsivóczky    | 5957 pts |
| 6    | Hongrie            | Zsolt Kürtösi       | 5950 pts |

| Rang | Pays      | Athlète               | Points   |
| ---- | --------- | --------------------- | -------- |
| 1    | Russie    | Yelena Prokhorova     | 4622 pts |
| 2    | Portugal  | Naide_Gomes           | 4595 pts |
| 3    | Suède     | Carolina Kluft        | 4535 pts |
| 4    | Turquie   | Anzhela Atroshchenko  | 4503 pts |
| 5    | Allemagne | Sonja Kesselschläger  | 4402 pts |
| 6    | Pologne   | Magdalena Szczepanska | 4382 pts |

## Légende
- RM : Record du monde
- RE : Record d'Europe
- RC : Record des championnats
- RN : Record national